# Majesty and Decay
Majesty and Decay (в переводе с англ. — «Величие и Упадок») — восьмой студийный альбом дэт-метал группы Immolation, издан 9 марта 2010 года на лейбле Nuclear Blast Records.

## Об альбоме
Запись Majesty and Decay проходила в студии Millbrook Sound Studios в Нью-Йорке с продюсером Паулем Орофино. Микширование и мастеринг произвёл Зак Охрен.
«Мы с воодушевлением смотрим на сотрудничество с Nuclear Blast Records, с этим классическим лейблом, который стал одной из самых сильных движущих сил в метале сегодня. Мы намерены выпустить новый альбом в начале следующего года. Ожидайте один из самых мрачных и крепких альбомов из всего, что мы сделали.»
«В шестой раз мы посетим Millbrook Studios, и все мы с нетерпением ждём начала работы. Новый альбом будет содержать 10 песен самого сильного материала за всю нашу историю. Новый материал более неистовый и агрессивный, с быстрыми кусками — всё это выводит нас на новый уровень скорости и мощи, дополняя тем самым мрачные и гнетущие тяжёлые моменты. В изобилии печальные и воинственные ритмы, которые должны понравиться как старым, так и новым фанатам Immolation.
Два последних месяца мы посвятили репетициям и тонкой настройке песен, так что все десять композиций замечательны и создают приятное впечатление от прослушивания. Излишне говорить, что мы рады и полны энтузиазма в отношении нового материала и стремимся скорее продемонстрировать его фанатам.

Вслед за записью в Millbrook мы решили попробовать нечто новое касаемо процесса сведения, поэтому привлекли к нему талантливого Зака Охрена. Мы уверены, что он проведёт превосходную работу и вдохнёт свежую жизнь в звучание Immolation.
Immolation выступили в туре «Those Whom the Gods Detest Tour» своих земляков из Nile, турне проходило в январе — феврале.

## Список композиций
| №                   | Название                   | Длительность |
| ------------------- | -------------------------- | ------------ |
| 1.                  | «Intro»                    | 1:19         |
| 2.                  | «The Purge»                | 3:18         |
| 3.                  | «A Token of Malice»        | 2:41         |
| 4.                  | «Majesty and Decay»        | 4:29         |
| 5.                  | «Divine Code»              | 4:04         |
| 6.                  | «In Human Form»            | 4:00         |
| 7.                  | «A Glorious Epoch»         | 4:37         |
| 8.                  | «Interlude»                | 2:04         |
| 9.                  | «A Thunderous Consequence» | 3:58         |
| 10.                 | «The Rapture of Ghosts»    | 5:19         |
| 11.                 | «Power and Shame»          | 3:44         |
| 12.                 | «The Comfort of Cowards»   | 5:52         |
| Общая длительность: | Общая длительность:        | 45:03        |

## Участники записи
- Росс Долан — вокал, бас-гитара
- Роберт Вигна — гитара
- Билл Тэйлор — гитара
- Стив Шэлати — ударные